# 924 (numero)
Novecentoventiquattro (924) è il numero naturale dopo il 923 e prima del 925.

## Proprietà matematiche
- È un numero pari.
- È un numero composto con 24 divisori: 1, 2, 3, 4, 6, 7, 11, 12, 14, 21, 22, 28, 33, 42, 44, 66, 77, 84, 132, 154, 231, 308, 462, 924. Poiché la somma dei suoi divisori (escluso il numero stesso) è 1764 > 924, è un numero abbondante.
- È un numero malvagio.
- È un numero pratico.
- È un numero palindromo e un numero a cifra ripetuta nel sistema posizionale a base 32 (SS).
- È un numero congruente.
- È un numero semiperfetto in quanto pari alla somma di alcuni (o tutti) i suoi divisori.
- È parte delle terne pitagoriche (43, 924, 925), (143, 924, 935), (225, 924, 951), (385, 924, 1001), (432, 924, 1020), (595, 924, 1099), (640, 924, 1124), (693, 924, 1155), (880, 924, 1276), (893, 924, 1285), (924, 1232, 1540), (924, 1305, 1599), (924, 1485, 1749), (924, 1568, 1820), (924, 1643, 1885), (924, 2057, 2255), (924, 2080, 2276), (924, 2457, 2625), (924, 2695, 2849), (924, 3168, 3300), (924, 3325, 3451), (924, 4307, 4405), (924, 4807, 4895), (924, 5040, 5124), (924, 5893, 5965), (924, 6435, 6501), (924, 7595, 7651), (924, 9680, 9724), (924, 10143, 10185), (924, 11840, 11876), (924, 15232, 15260), (924, 17775, 17799), (924, 19393, 19415), (924, 23707, 23725), (924, 30485, 30499), (924, 35568, 35580), (924, 53357, 53365), (924, 71145, 71151), (924, 106720, 106724), (924, 213443, 213445).

## Astronomia
- 924 Toni è un asteroide della fascia principale del sistema solare.
- NGC 924 è una galassia lenticolare della costellazione dell'Ariete.

## Astronautica
- Cosmos 924 è un satellite artificiale russo.